# Hololepta cayennensis
Hololepta cayennensis är en skalbaggsart som beskrevs av Sylvain Auguste de Marseul 1853. Hololepta cayennensis ingår i släktet Hololepta och familjen stumpbaggar. Inga underarter finns listade i Catalogue of Life.